# Lombardos na Itália. Locais do poder (568-774)
Lombardos na Itália. Locais do poder (568–774) são sete grupos de edifícios históricos assim batizados pela UNESCO e que refletem as realizações da tribo germânica dos lombardos (também chamados Longobardos) que se estabeleceram na península Itálica do século VI.
Os grupos são compostos de mosteiros, igrejas e fortalezas e tornou-se Património Mundial da UNESCO em junho de 2011 como testemunho "para o importante papel dos lombardos no desenvolvimento espiritual e cultural do cristianismo medieval europeu".

## Lista dos sítios
- Cividale del Friuli, província de Udine: a área Gastaldaga e o complexo episcopal
- Bréscia, província de Bréscia: a área monumental do fórum romano e o complexo monástico de São Salvador-Santa Júlia
- Castelseprio, província de Varese: o castro com a Torre Torba e a Igreja de Santa Maria Fora dos Portões
- Espoleto, província de Perúgia: a Basílica de São Salvador
- Campello sul Clitunno, província de Perúgia: o Templo de Clituno
- Benevento, província de Benevento: o complexo de Santa Sofia
- Monte Sant'Angelo, província de Foggia: o Santuário de São Miguel Arcanjo